# Ідеальна дружина
«Ідеальна дружина» —  фільм 2007 року.

## Зміст
Зворушлива і весела історія про те, що ж хочуть чоловіки. Головний герой фільму щасливо одружений не перший рік. Та ось його відвідує думка, якою саме має бути ідеальна дружина. Три класичних образи – сексуальної левиці, успішної кар'єристки і турботливої домогосподарки. Мрії збуваються у День святого Валентина!